# アルフレッド・リート

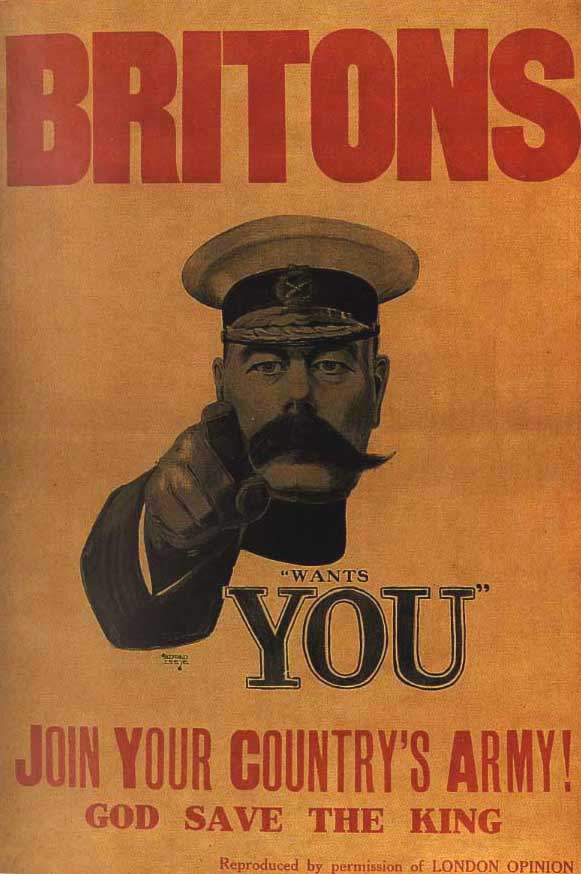
リート作『キッチナーの募兵ポスター』

アルフレッド・アンブローズ・チュー・リート（Alfred Ambrose Chew Leete、1882年 – 1933年)は、イギリスのイラストレーターである。第一次世界大戦中にリートが作成した募兵ポスター、『キッチナーの募兵ポスター』は良く知られている。

## 略歴
ノーサンプトンシャーのThorpe Achurchで生まれた 。ノース・サマセットのウェストン＝スーパー＝メアの専門学校（現在のWeston College）で学び、1897年に「 Daily Graphic 」という雑誌に、挿絵が採用され商業美術家としての仕事を始めた。1899年にロンドンに移り「パンチ」や「ストランド・マガジン」、「Tatler」という雑誌に多くの作品が掲載され、1910年代から1920年代に商業ポスターもデザインした。リートが宣伝ポスターを制作した会社には食品会社のRowntree'sやギネス、Bovrilなどがあり、ロンドン地下電気鉄道のために作成した宣伝ポスターも良く知られている。
第一次世界大戦が始まると、戦時宣伝活動に従事し、『キッチナーの募兵ポスター』と呼ばれる有名ポスターを制作した。正面を向いた陸軍大臣・ホレイショ・ハーバート・キッチナーがポスターを見るものを指さすというデザインは、インパクトがあり、その後の戦争の募兵などのポスターで良く用いられるデザインとなった。このポスターは、1914年9月5日の雑誌「ロンドン・オピニオン」の表紙になった。この雑誌にドイツ軍兵士を風刺する漫画も描いた。
19年にイタリア旅行で体調を崩し、イギリスに戻った後、ロンドンのPembroke Squareで亡くなった。

## 作品

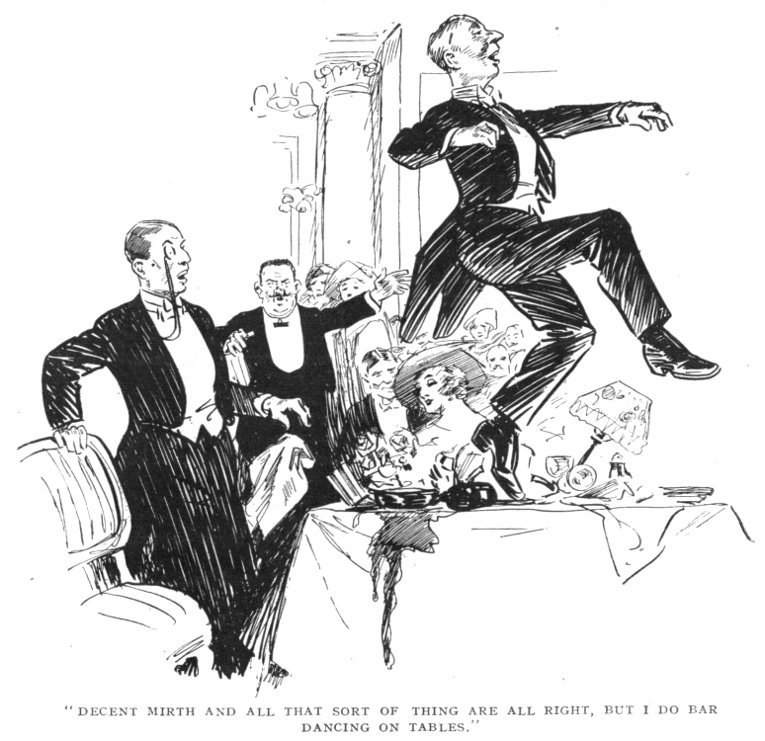
P・G・ウッドハウスの小説の挿絵　(1917)
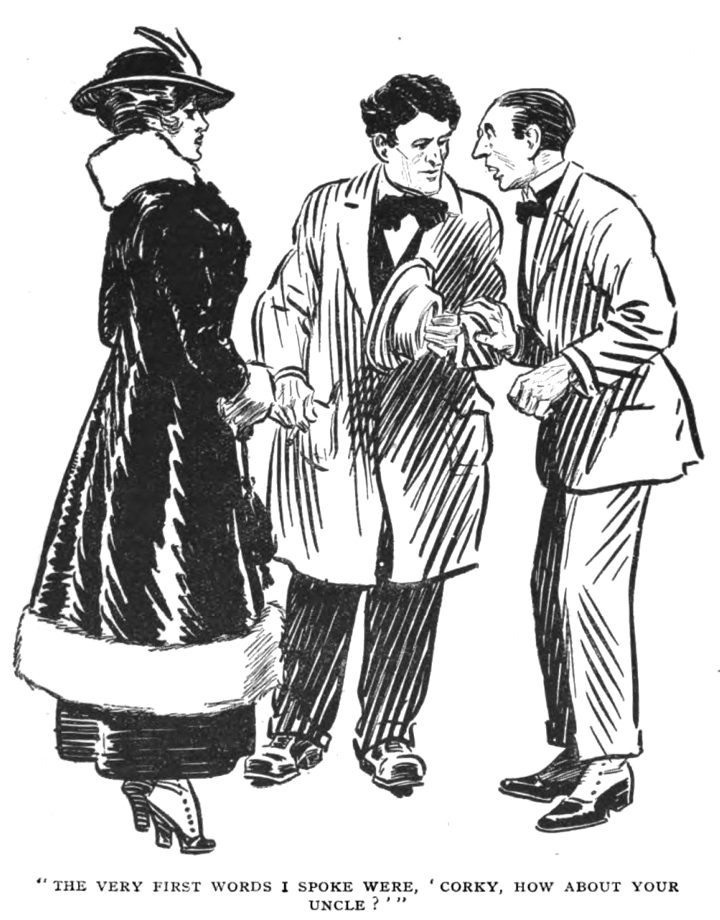
P・G・ウッドハウスの小説の挿絵　(1916)
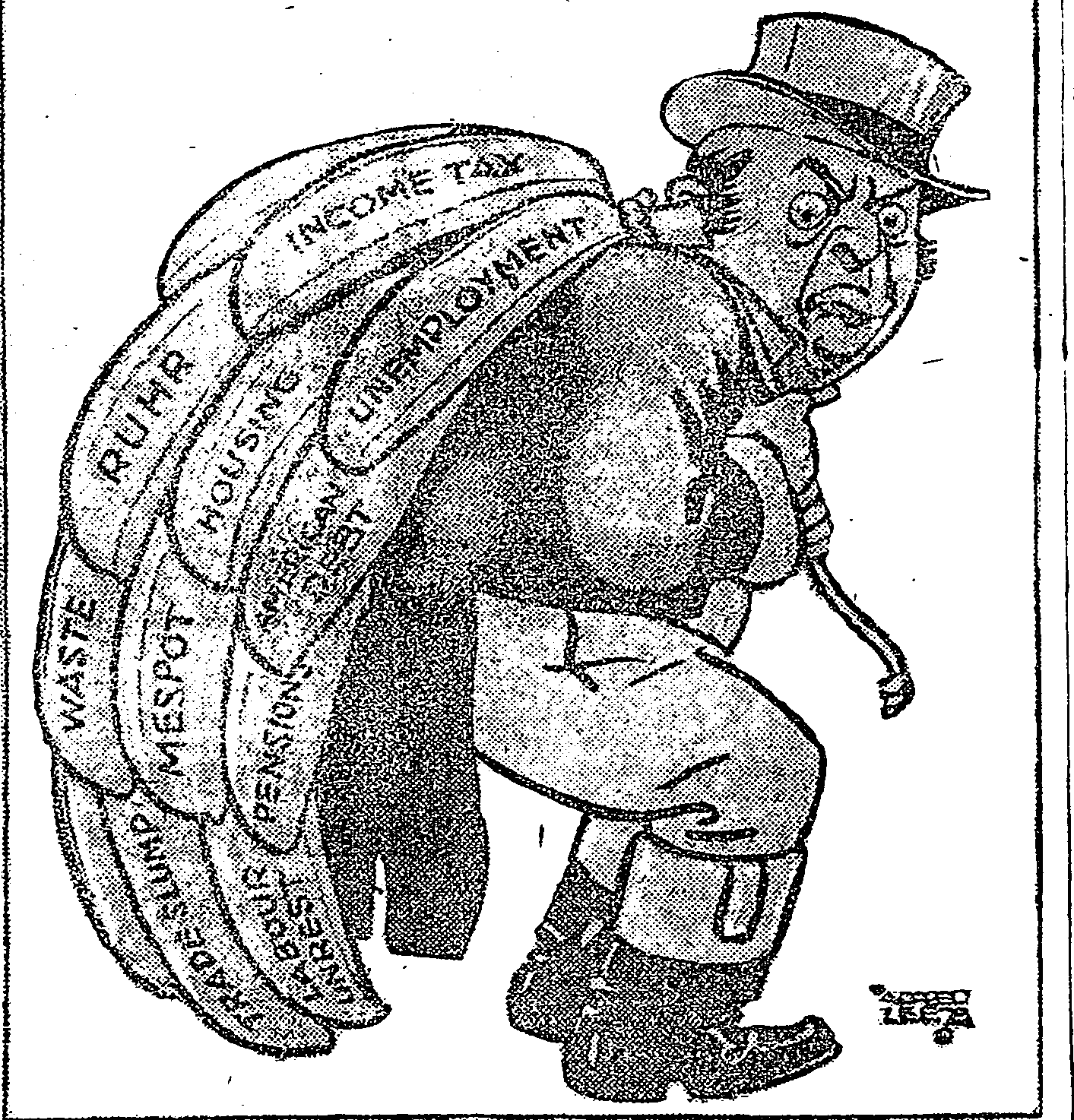
風刺画 (1923)